# Gaia Moretto
Gaia Moretto (Latisana, 18 settembre 1994) è una pallavolista italiana, centrale della Trentino.

## Palmarès

### Club
- Campionato italiano: 1

2018-19
- Supercoppa italiana: 1

2018